# TelmoMiel

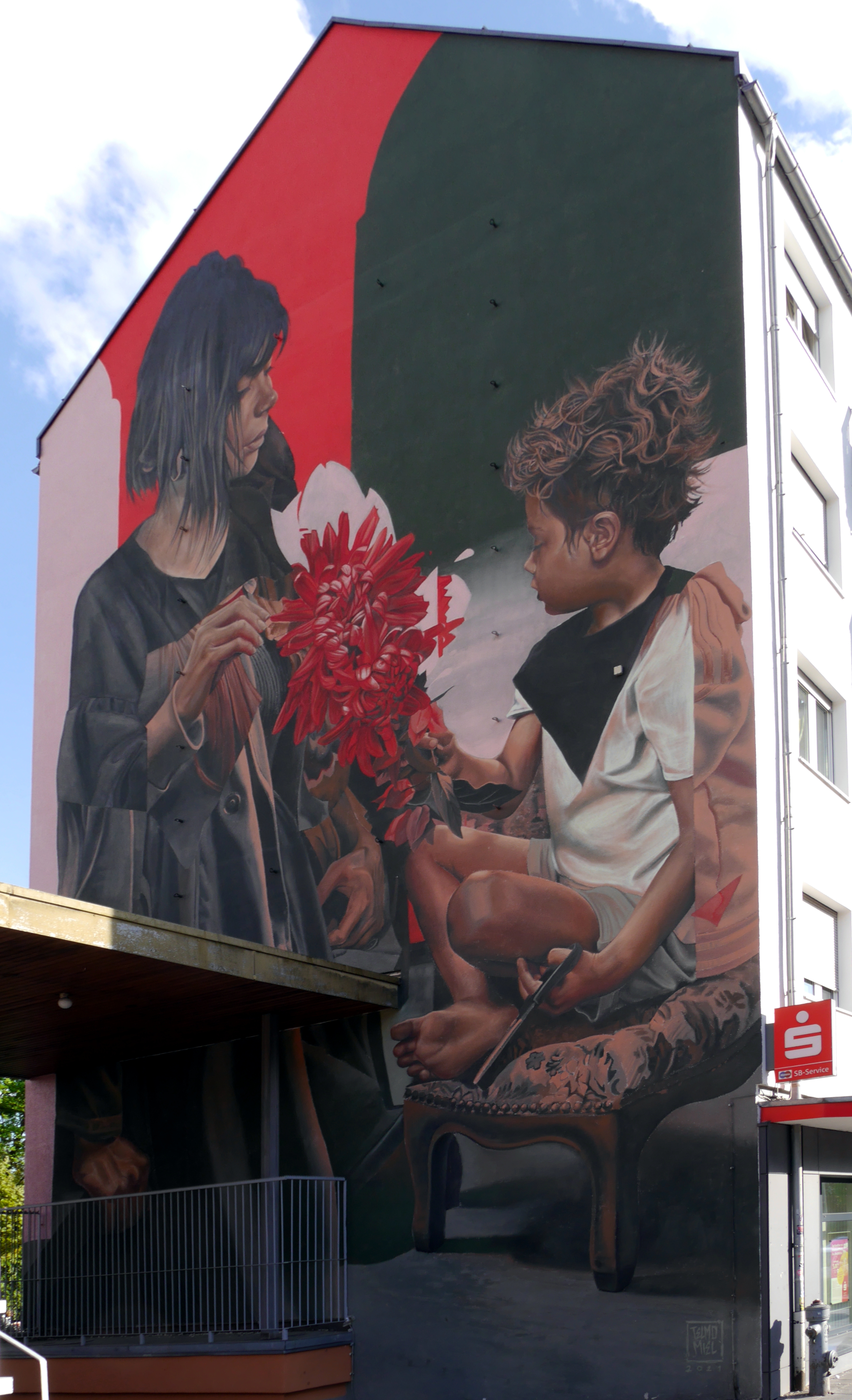
Shaping the future in Äußere Bayreuther Str. 102, Nürnberg

TelmoMiel ist ein niederländisches Künstlerduo, bestehend aus Telmo Pieper (* Juni 1989 in Rotterdam) und Miel Krutzmann (* Mai 1984 in Amsterdam), das international bekannt ist für ihre großen Murals in über 25 Ländern.
TelmoMiel wurde 2012 gegründet, nachdem die beiden sich bereits während ihrer Zeit an der Willem de Kooning Academie 2006 kennengelernt hatten und begonnen haben zusammen zu arbeiten. Sie verbinden in ihrer Arbeit realistische, abstrakte und surreale Elemente. Sie nutzen eine Mischung aus Wand- und Sprühmalerei, um komplexe Szenen und Kreaturen zu schaffen, die oft Bezug auf Mensch und Tier nehmen. Ihre Werke sollen positive Gefühle wie Ruhe, Humor und Romantik vermitteln.
TelmoMiel legt großen Wert auf Perspektiven und die Mehrdeutigkeit ihrer Kunst, was sich in ihren vielschichtigen, oft monumentalen Werken widerspiegelt. Ihre Arbeiten sind geprägt von spielerischer Abstraktion, Layering-Techniken und der Verbindung figurativer Elemente, um faszinierende Szenarien zu schaffen. Neben großformatigen Wandbildern arbeiten sie auch in ihrem Studio Sober Collective in Rotterdam, wo sie kleinere Werke und Ausstellungen realisieren.

Murals (Auswahl)
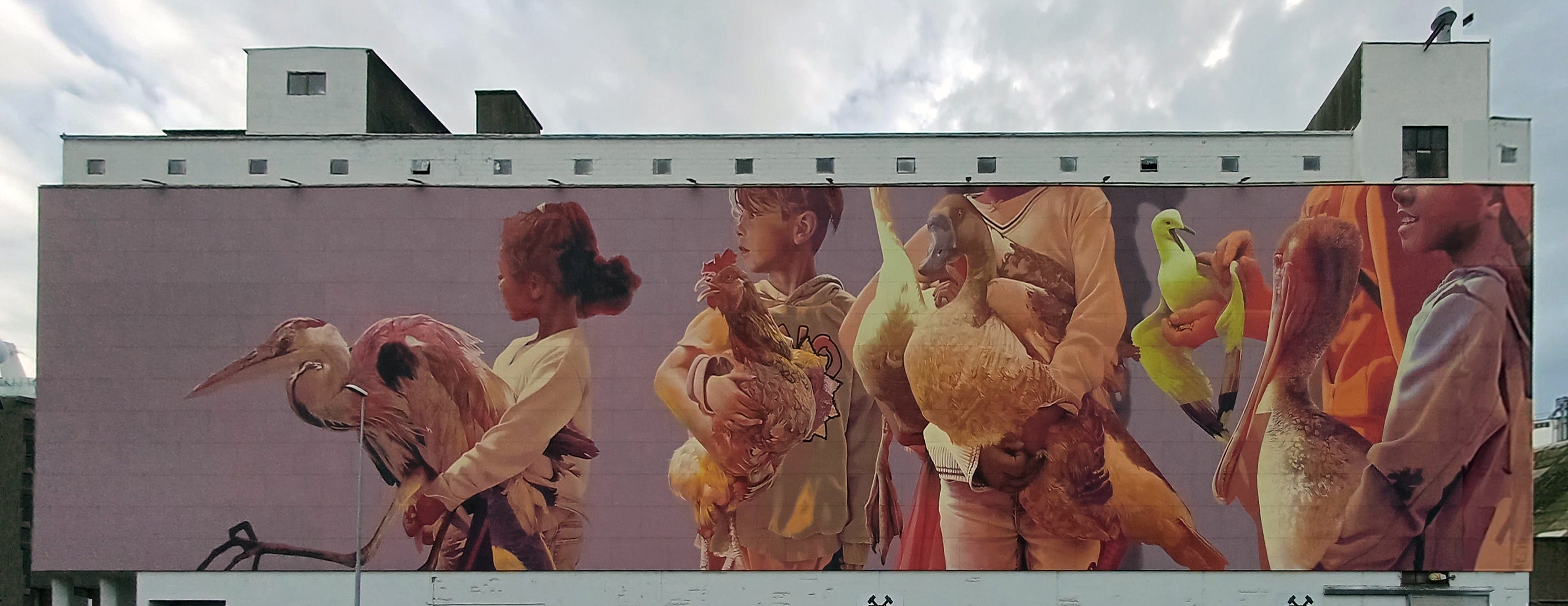
On Our Way  in  Aarhus, Dänemark
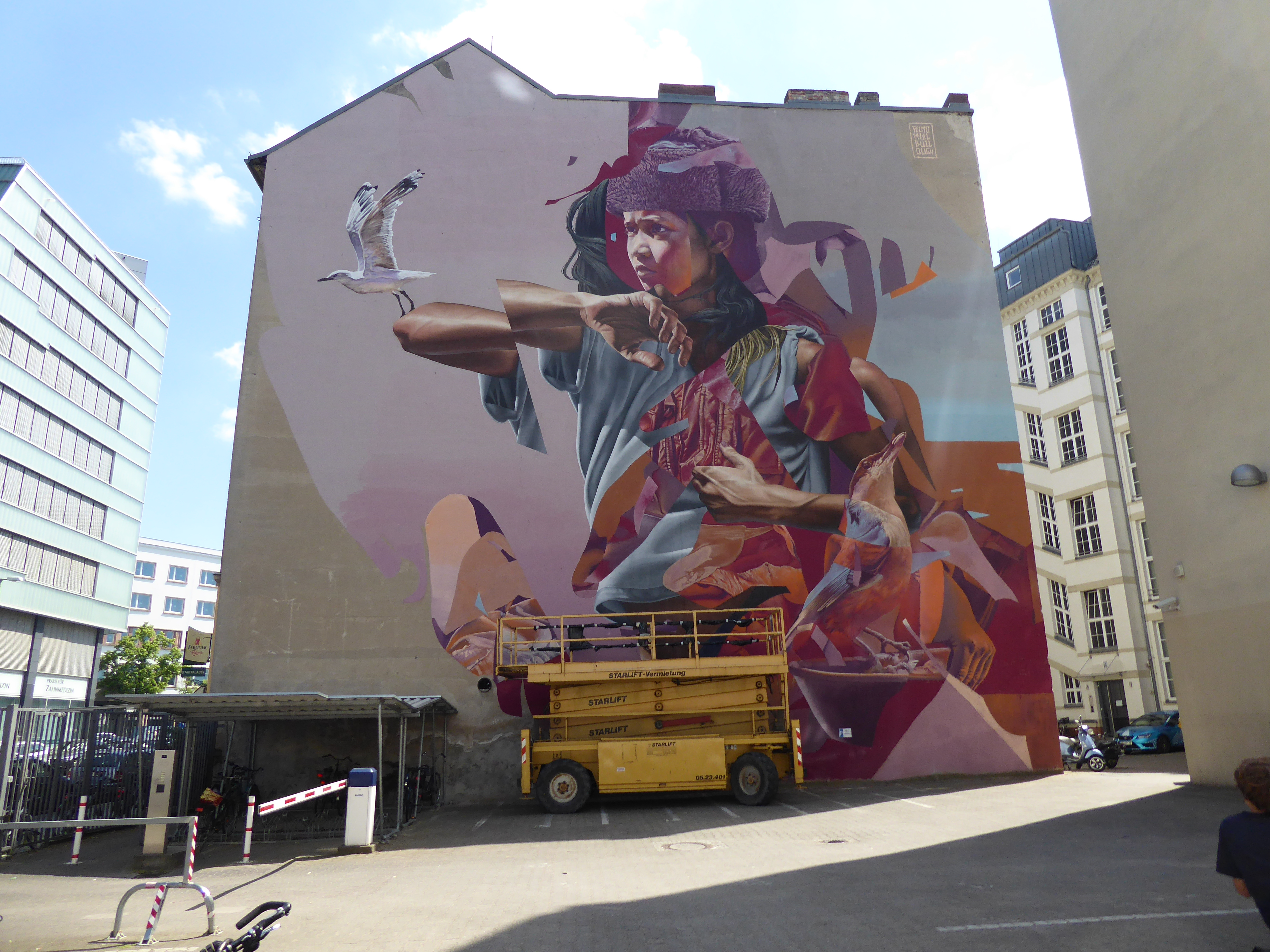
Afterthought  in Berlin, Deutschland
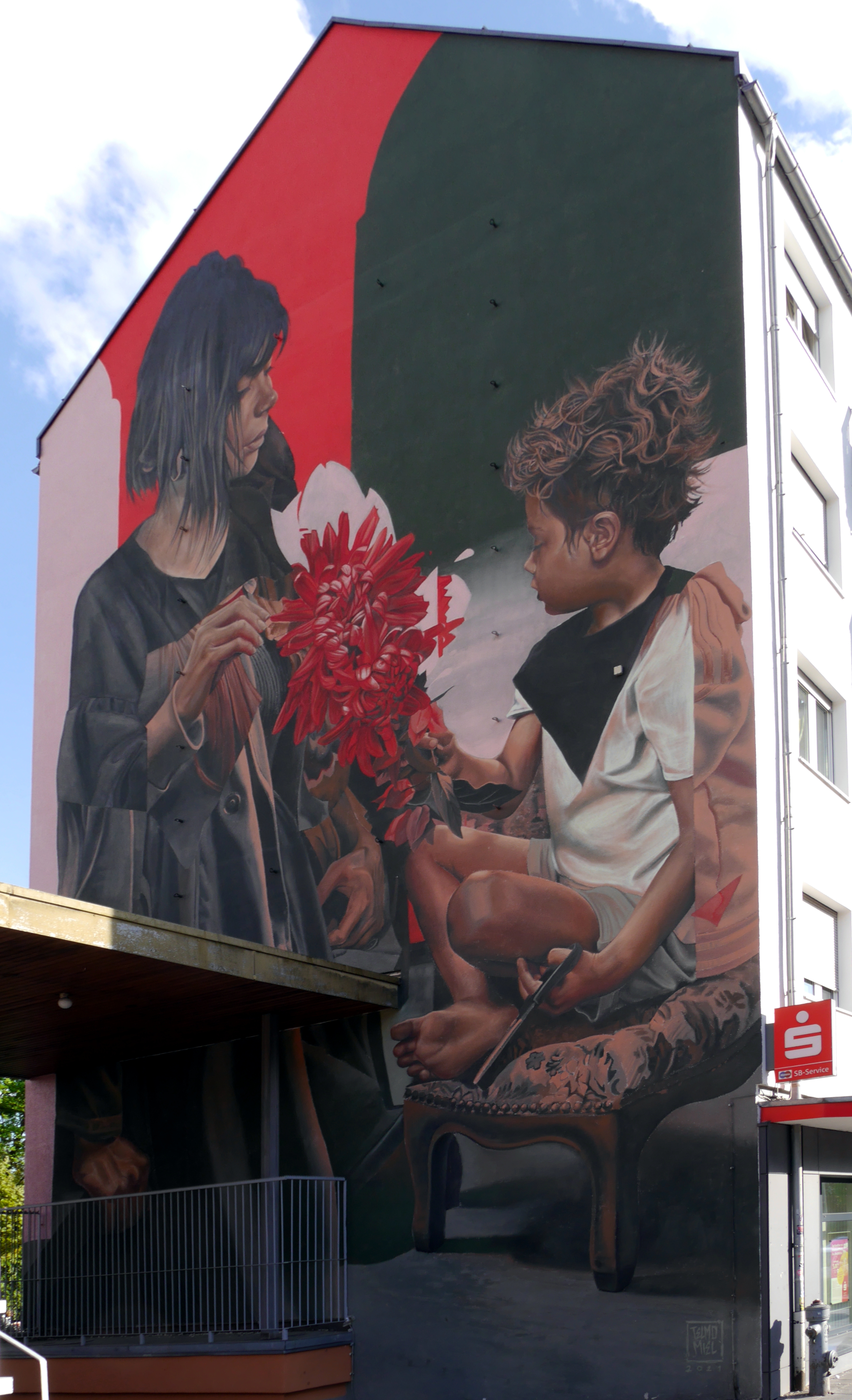
Shaping the future  in  Nürnberg, Deutschland
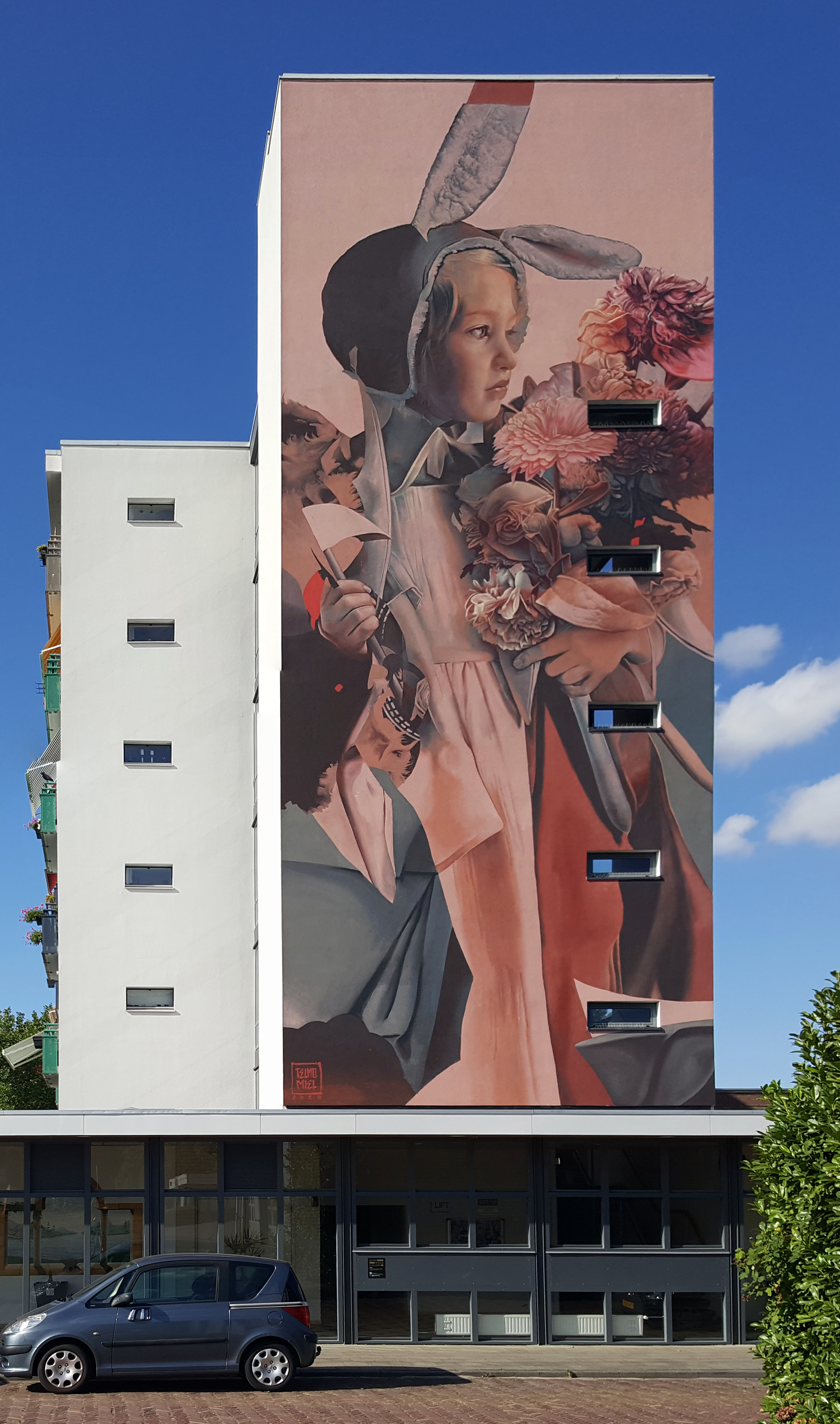
De Vlucht  in Breda, Niederlande
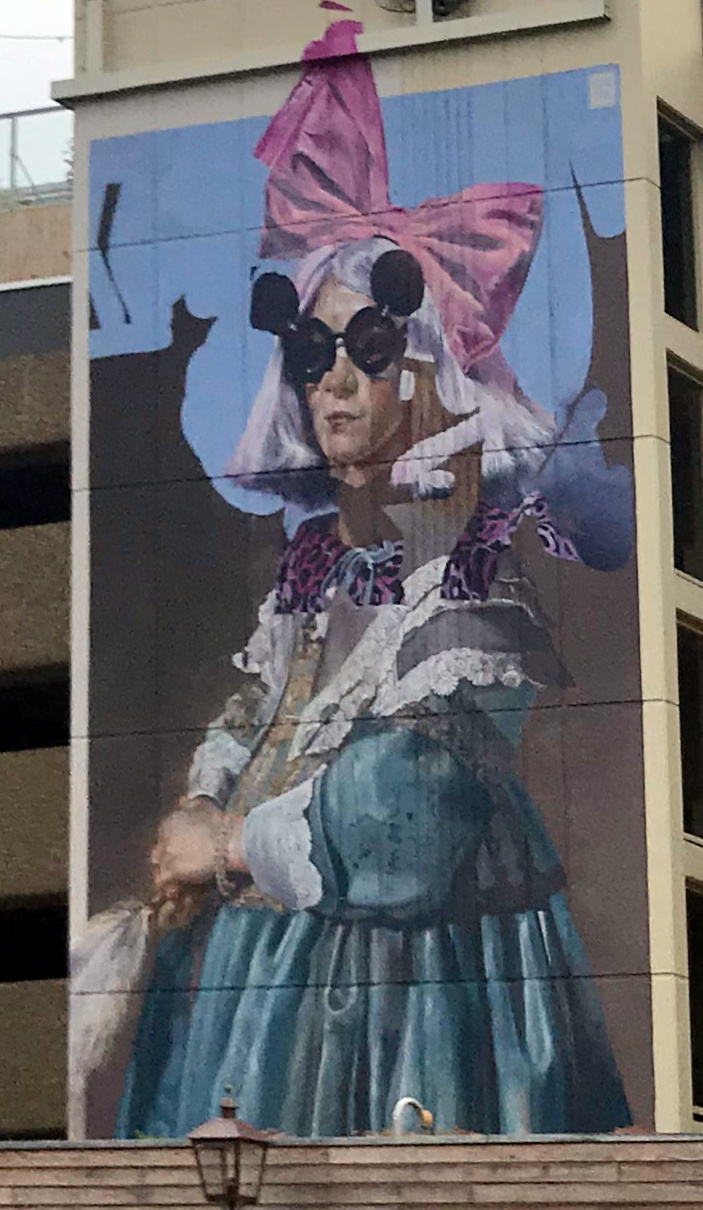
Portrait of a Girl in Blue and Pink   in Haarlem, Niederlande
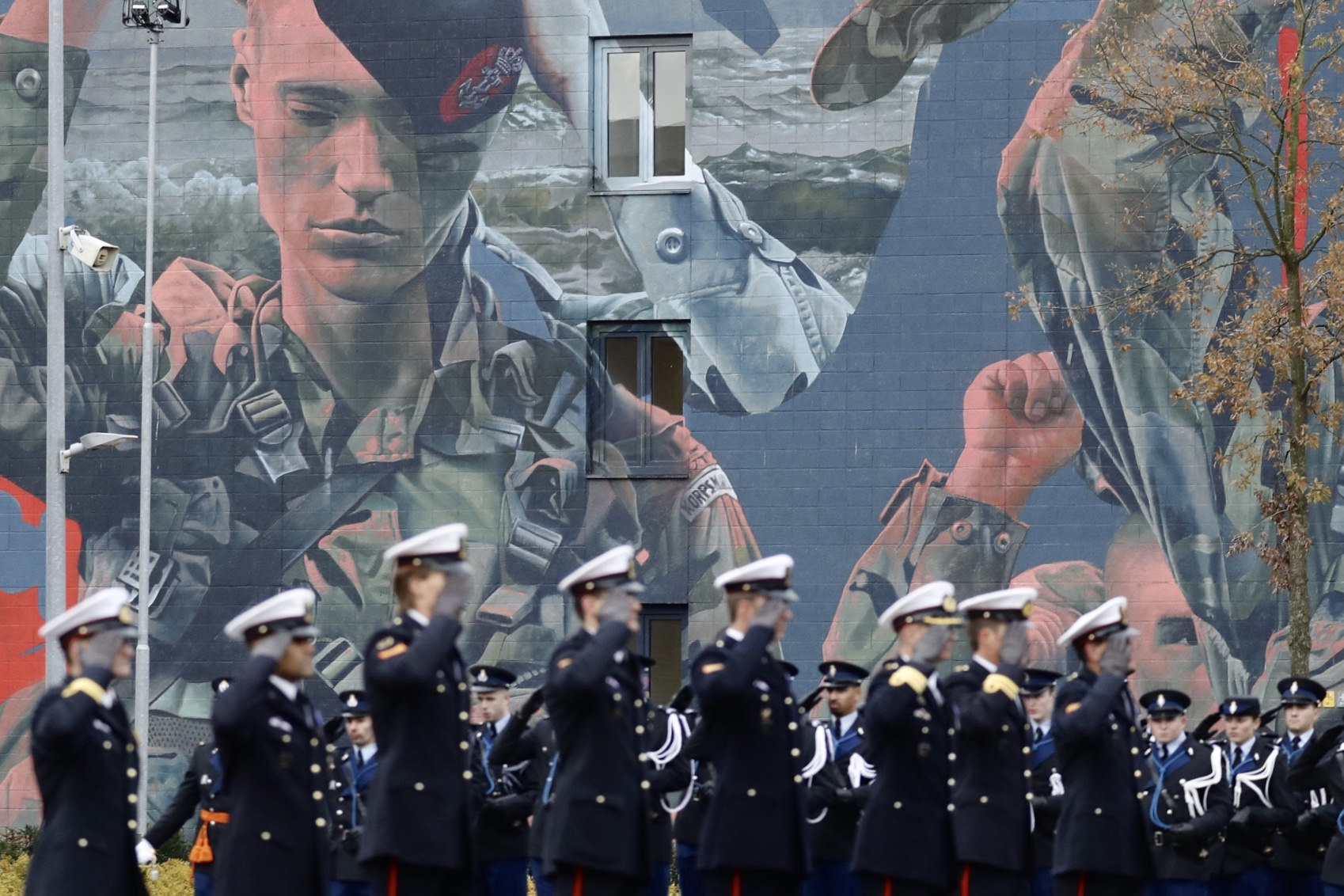
As Far As The World Extends  in Rotterdam,  Niederlande
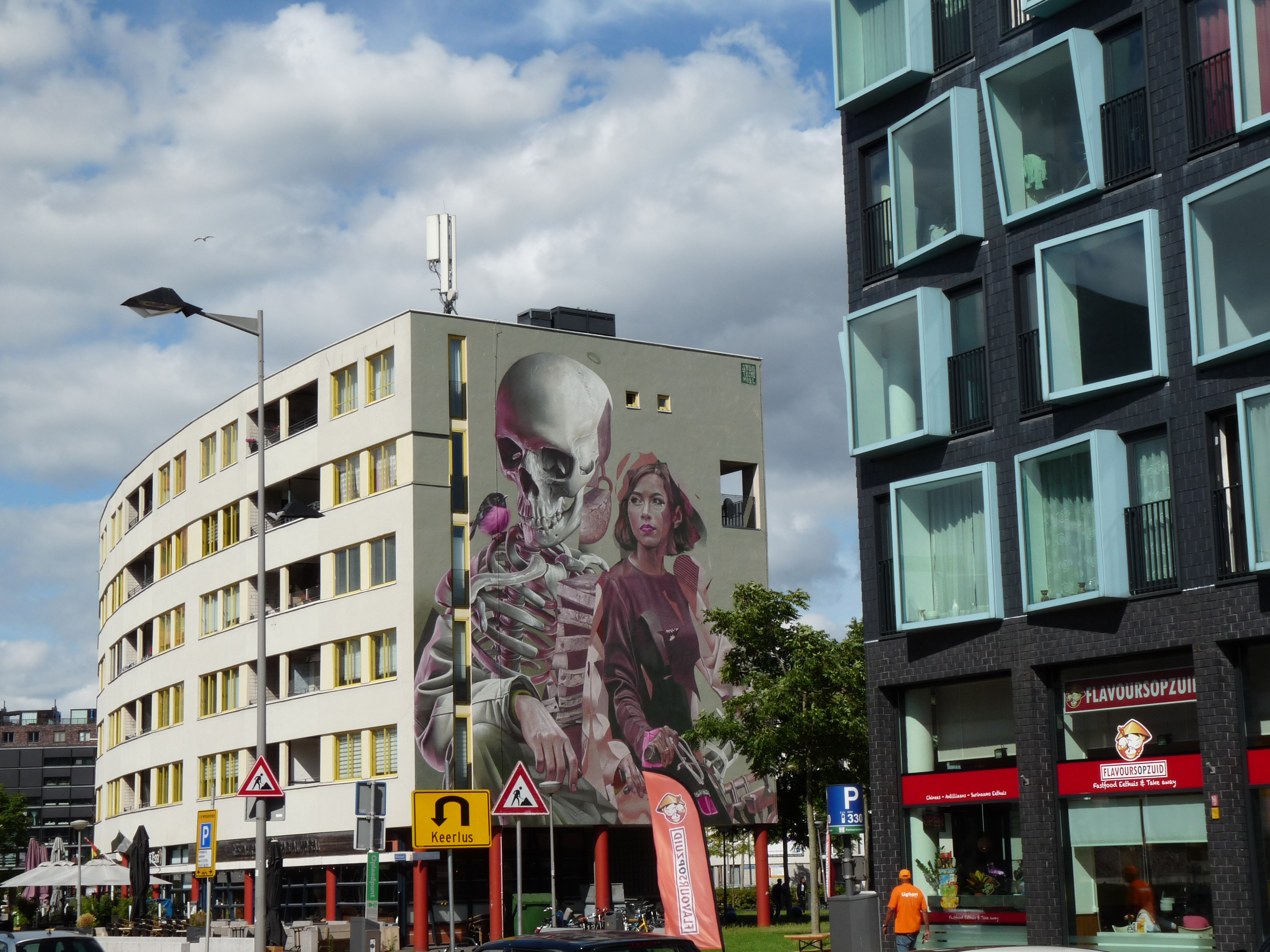
Roze   in Rotterdam, Niederlande
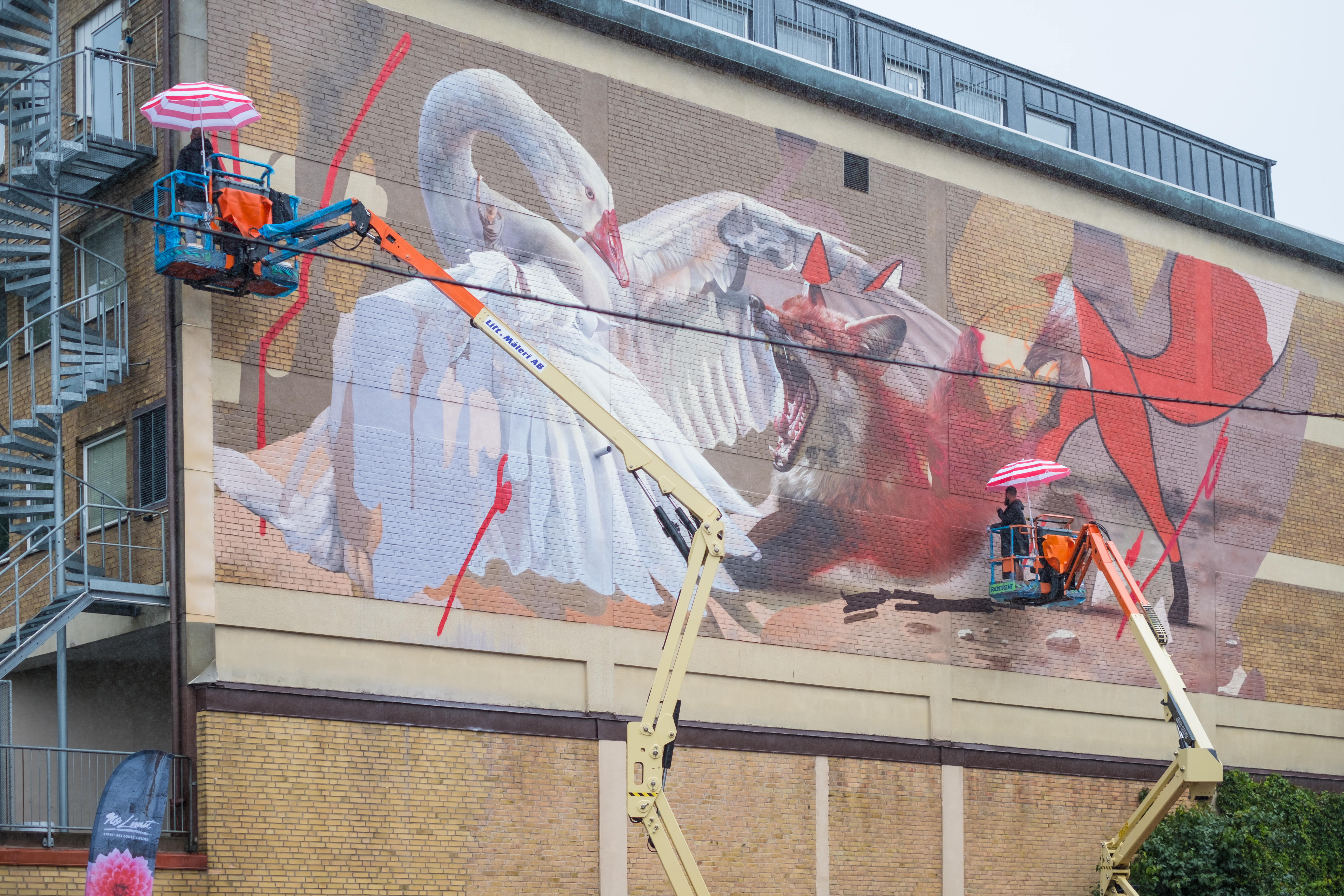
The Adventures  Of Nils Holgersson  in Borås, Schweden